# 風間栄一

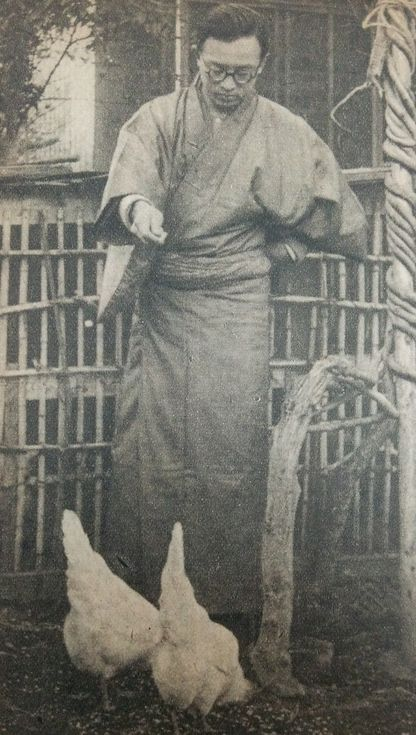
1948年

風間 栄一（かざま えいいち、1916年2月19日 - 2001年5月8日）は、新潟県出身のアマチュアレスリング選手。日本レスリング界の第一人者として知られる。

## 経歴
1933年、新潟商業学校（現在の新潟県立新潟商業高等学校）から早稲田大学に進み、第1回全日本選手権でライト級を制覇した。
1936年ベルリンオリンピックにも出場してフリースタイル・ライト級で5位入賞を果たす。1938年には全日本学生選抜チームを率いてアメリカに遠征し、12戦全勝の記録を残した。
日本国内でも、2階級（66キロ級、72キロ級）に渡り全日本選手権で10度の優勝を達成し、1950年までの間不敗を維持するなど、日本のアマチュアレスリング創成期をけん引した選手であった。
一時期、第二次世界大戦によって選手活動中断に追い込まれるが、戦後の1948年に地元に戻り、選手活動の傍ら新潟商業高校・新潟高校で後進の育成と指導に取り組んだ。1953年現役を引退。
その後、新潟県アマチュアレスリング協会会長、新潟県体育協会副会長を務め、1964年の東京オリンピックで日本代表監督を務め、金メダル5個をもたらす。1987年から1989年まで日本レスリング協会会長も務めた。
2001年5月8日逝去。享年85。風間の功績をたたえて、「新潟スポーツ展示室」（東北電力ビッグスワン内バックスタンド側１階）では彼に関する資料や東京オリンピックの際に着用していたユニフォームなどを収蔵している。